# Zodaroidea
Zodaroidea è una  superfamiglia di aracnidi araneomorfi che comprende due famiglie:
- Penestomidae SIMON, 1903
- Zodariidae THORELL, 1881